# Скала, Алексей Владимирович
Алексей (Алексий) Владимирович Скала (7 июля 1961, Самбор, Львовская область — 3 апреля 2012, Ульяновск) — протоиерей Русской православной церкви, настоятель Всехсвятского храма в Ульяновске, благочинный храмов Ульяновска. Общественный деятель, автор книг и статей по церковной истории Ульяновская и Ульяновской области. Инициатор и руководитель строительства Спасо-Вознесенского кафедрального собора в Ульяновске.

## Биография
Родился в семье военнослужащего. Русский. После окончания восьми классов в 1976 году поступил в Самборский техникум механизации учёта, который окончил в 1980 году.
В возрасте 17 лет принял крещение в Свято-Дмитриевском храме посёлка Лысовичи Стрыйского района Львовской области. Крещение совершил настоятель храма протоиерей Виктор Путятицкий. В дальнейшем о. Виктор стал духовным наставником будущего пресвитера.
В 1980—1982 годах служил в рядах Советской армии в отдельном понтонно-мостовом батальоне в городе Кременчуг. Службу окончил в звании сержанта на должности командира отделения. В 1982—1986 годах работал на разных должностях в управлении торговли Самборского горисполкома. В 1983 году вступил в брак с Натальей Климентьевной Заблоцкой, которая стала для него верной спутницей и помощницей.
Алексей был прихожанином Самборского храма, пел в церковном хоре. Постепенно созревало желание посвятить свою жизнь служению Церкви. Алексей начинает готовиться к поступлению в духовную школу. По совету своего духовного наставника протоиерея Виктора и с его рекомендацией, Алексей в 1986 году поступает в Ленинградскую духовную семинарию. По рекомендации протодиакона Андрея Мазура, в 1987 году семинариста Алексия направляют на служение в должности псаломщика Николо-Богоявленского собора Ленинграда — кафедрального храма тогдашнего митрополита Ленинградского и Новгородского Алексия (Ридигера). 12 февраля 1988 года Алексий Скала рукоположён в сан диакона викарием Ленинградской епархии епископом Тихвинским Проклом (Хазовым), и назначен в штат того же Никольского собора.
30 октября 1989 года, по приглашению назначенного Ульяновским архипастырем епископа Прокла, диакон Алексий Скала приезжает вместе с ним в Ульяновск и определяется на служение в кафедральный собор во имя Иконы Пресвятой Богородицы «Неопалимая Купина». Последний семестр семинарского курса диакон Алексий оканчивает экстерном. По собственным воспоминаниям: «Нас, уезжавших на Волгу из Питера, называли тогда „владыка Прокл и проклятые дети“ — все понимали прекрасно, что нас здесь ожидает… В Ульяновской епархии было всего девять храмов — два в Ульяновске и семь по области. Когда мы приехали в этот „большевистский Вифлеем“, было все скудно и страшно, но с чего-то надо было начинать. Епархиальное управление располагалось в крохотной комнатке в подвале Неопалимовского храма. Владыка полтора года жил в гостинице «Венец» на девятнадцатом этаже <…> От местных храмов не осталось даже руин, и восстанавливать было нечего».

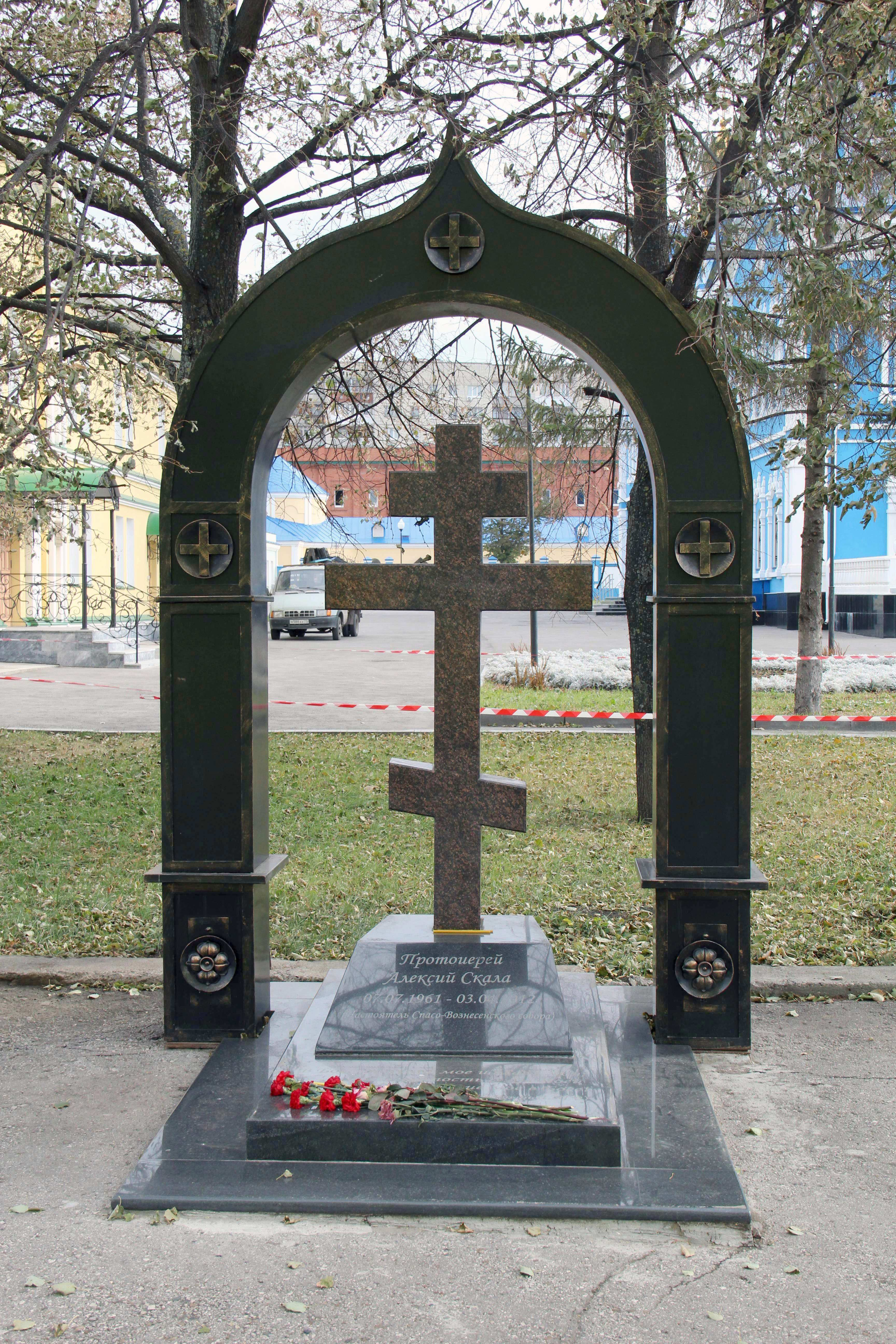
Место упокоения Алексия Скалы

В 1990—1993 годах — секретарь Ульяновского епархиального управления. В 1993 году по благословению епископа Прокла возглавляет новообразованный Спасо-Вознесенский приход и в том же году вместе с единомышленниками разрабатывает проект нового Спасо-Вознесенского кафедрального собора. Но так, как строительство такого собора было непосильно для приходы, он решает построить небольшой деревянный храм во имя всех святых в стилистике севернорусского зодчества. Строительство было начато 7 июля 1995 года. Храм возведен исключительно на пожертвования жителей города и области, на благотворительные отчисления многих предприятий и организаций. Освящение состоялось 7 апреля 1996 года. После освящения Всесвятский храм стал духовным центром местного казачества.
22 декабря 1996 года был избран депутатом Ульяновской городской Думы первого созыва от одномандатного избирательного округа № 14. Первое заседание состоялось 3 января 1997 года. Летом 1999 году досрочно сложил с себя депутатские полномочия «по моральным соображениям».
За ночной Божественной Литургией 7 января 2001 года в Богородице-Неопалимовском кафедральном соборе архиепископом Ульяновским и Мелекесским Проклом была совершена хиротония протодиакона Алексия во пресвитера с возложением золотого наперсного креста.
Занимался краеведческой работой. Занимался сбором материалов о подвижниках Симбирского края для их последующей канонизации. Содействовал строительству Спасо-Вознесенского собора.
В 2006 году возведён в сан протоиерея. 23 марта 2010 года указом правящего архиерея был назначен благочинным храмов города Ульяновска.
Скончался 3 апреля 2012 года около 6 утра после тяжёлой онкологической болезни. Как настоятель и строитель храма Всех Святых, он был погребён за его алтарём.

## Деятельность

### Строительство Спасо-Вознесенского собора
Делом жизни протоиерея Алексия Скалы стало строительство Спасо-Вознесенского кафедрального собора в Ульяновске. С самого начала он стал идеологом и затем руководителем строительства.
Вопрос о строительстве подобного собора возник уже в 1989 году в связи с воссозданием Ульяновской епархии. Диакон Алексий Скала с самого начал взялся за это дело. Весной 1993 года он обсудил с архитекторами Ляйлей Махмутовной и Александром Ивановичем Варюхиными идею строительства собора. Диакон Алексий Скала стремился построить храм на месте бывшего Покровского монастыря, снесённого в 1930-е годы. Он создал проектное бюро приходского совета и пригласил туда Варюхина. В проект вошли многие идеи диакона Алексия Скалы. В качестве прототипа он предложил избрать Спасо-Вознесенский собор, стоявший на месте Гончаровского сквера на углу улиц Гончарова и Ленина, построенного в стилистке нарышкинского барокко и существовавшего в таком видео до его переделки в конце XIX века. Такой выбор диакон Алексий Скала сделал отчасти потому, что он служил с будущим Патриархом Алексием II в Николо-Богоявленском морском соборе Санкт-Петербурга, который тоже построен в этом стиле. При этом относительно небольшой Спасо-Вознесенский собор было решено увеличить в четыре раза, не утратив при этом достоинств оригинала. Первый эскиз собора для Градостроительного совета был разработан в июне 1993 года компанией «Стандарт», возглавляемой Александром Варюхиным. Согласно проекту его высота составила 51 метр, общая площадь — около 1500 квадратных метров, а вместительность — около двух тысяч человек. Вокруг храма было предусмотрено строительство всей необходимой инфраструктуры: административные здания с воскресной школой, музей, здание Братства святого Андрея Блаженного, дом для священников, мастерские, гаражи. Одним из его сподвижников стал краевед Алексей Сытин, который подобрал для Варюхиных старинные фотографии Спасо-Вознесенского собора в Симбирске написал о нём полную информационную справку. В результате достигнутых договоренностей было подписано распоряжение главы администрации Ульяновской области № 1067-р от 15 октября 1993 года «О возрождении в г. Ульяновске Спасо-Вознесенского кафедрального собора».
9 июня 1994 года, в день праздника Вознесения Господня, состоялось освящение места под собор и был установлен закладной камень. В 1995—1996 годах был вырыт котлован будущего собора, забиты сваи, сделан ростверк. Работы велись в долг — два месяца работ, а затем расчет по месяцам. Опять часть объема работ — и вновь месяцы расчета за них. Наступивший в 1998 году дефолт надолго затормозил строительство. Так описывал ситуацию во время простоя: «спонсоров нет, городской бюджет отказался выделить хоть незначительную сумму на строительство (что стало одной из причин моего выхода из гор. Думы), область в этом деле тоже не участвует. Епархия, вероятно из-за скудости своих средств, на строительство собора тоже ничего не выделяет. Ни одна строительная организация в долг работать не желает. Таким образом, строительство кафедрального собора, на которое уже израсходовано немало средств, заморожено». В таких условиях отрицательно воспринял появившуюся в конце 2000 года идею восстановления снесённого Троицкого кафедрального собора: «если именно нереальный проект возрождения Троицкого собора найдет поддержку во властных структурах, то строительство Спасо-Вознесенского собора придется прекратить — ни город, ни область сразу два собора просто „не потянут“. И тогда сотни и сотни тысяч народных рублей вместе с фундаментами собора придется просто зарыть. Ведь уже сейчас мы не можем расплатиться даже за аренду отведенного под строительство земельного участка. Стыдно будет перед людьми — и за себя, и за неразумное начальство». В апреле 2005 года новый губернатор Сергея Морозова, изначально поддержавший идею восстановления Троицкого собора, принимает решение отказаться неё, после чего поддержал идею строительства Спасо-Вознесенского собора.

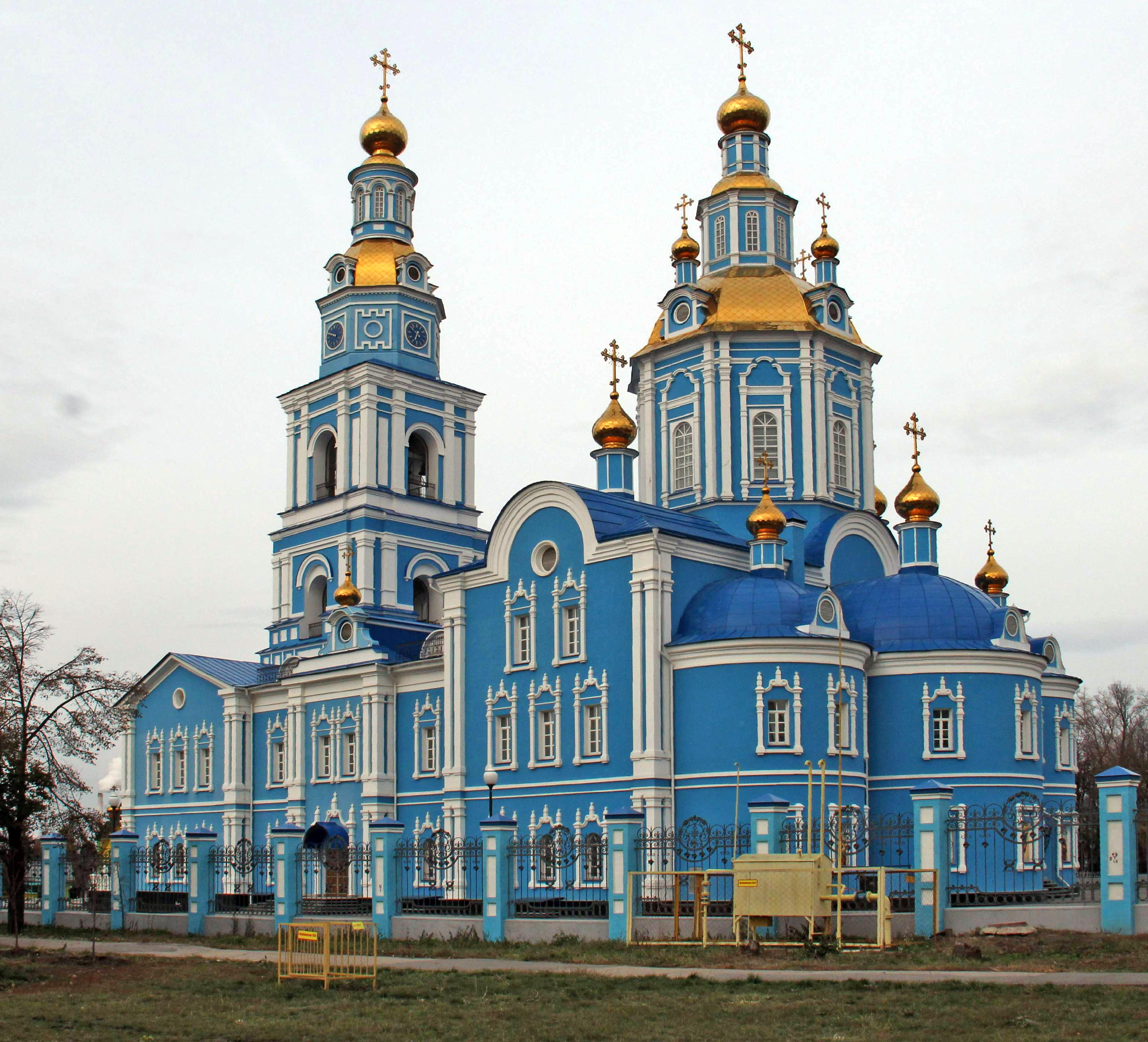
Спасо-Вознесенский собор в 2015 году, после завершения строительства

23 сентября 2006 года «под обещание губернатора обеспечить регулярное финансирование строительства» работы по строительству храма были возобновлены. К тому времени территория стройки за восемь лет заросла. Морозов помог привлечь к финансированию фирму «Дворцовый ряд» Михаила Урясова и нефтяную компанию «РуссНефть» Михаила Гуцериева. Протоиерей Алексий Скала подчёркивал, что строительство нового собора должно быть делом общенародным, в том числе допускал возможность участия в строительстве представителей других религий. Перед возобновлением строительства пришлось пересмотреть проект, так новые нормы требовали построить на территории храмового комплекса котельную, снабдить здание системой вентиляции, построить туалет на 45 мест. Протоиерей Алексий сам во всё вникал и строго следил за ходом работ. Не будучи строителем, он фактически руководил стройкой, на которой начинался и заканчивался его рабочий день, хотя строительство здания такого размера и такой сложности представляло трудности — на тот момент в Симбирске собор в последний раз строили более 150 лет назад все строительные и отделочные работы выполнялись силами местных специалистов.
22 марта 2009 года на строящийся собор были подняты и установлены колокола в количестве 10 штук. Руководил подъёмом лично протоиерей Алексий Скала. 7 апреля того же года купол колокольни был увенчан крестом. После завершения установки креста протоиерей Алексий Скала сказал, что «если всем миром симбиряне не соберут нужные деньги для завершения отделки храма, то будет еще один наш долгострой, на этот раз церковный. И будем мы молиться не в самом храме, а лишь издали, с болью в душах, глядя на его золотые купола с крестами».
В 2009—2010 годы выступал против строительства соборной мечети на 1200 мест рядом со строящимся Спасо-Вознесенским собором. 17 декабря 2009 года распространил через Интернет открытое обращение к губернатору Ульяновской области Сергею Морозову с требованием запретить строительство мечети, назвав инициативу о возведении мечети в том месте «лишенной всякого здравого смысла и логического оправдания». Он отметил, что она него в связи с этим «обрушилась лавина вопросов и негодующих обращений от православных жителей нашего города, да и людей, далёких от веры». Вместе с тем, Алексий Скала подчеркнул, что не является шовинистом и оспаривает именно выбранное местоположение будущей мечети: «не хочу молиться и совершать богослужения под призывы к намазу с минаретов рядом стоящей мечети! Я не хочу приносить великую бескровную жертву святого причастия в то время, когда рядом будут резать баранов и проливать жертвенную кровь!». Письмо руководством области было проигнорировано. Не ответил губернатор Сергей Морозов и на подобное же обращение настоятелей православных храмов области, принятое на общем епархиальном собрании. Тогда 17 февраля 2010 года протоиерей Алексий Скала публикует новое обращение к губернатору. Помощник губернатора Виктор Корнев посчитал, что в обращении протоиерея Алексия Скалы превалировали эмоции, не увидев в решении властей повода для разжигания межнациональной розни. В итоге мечеть в этом месте не была построена, но после резких заявлений протоиерея Алексия Скалы в адрес губернатора прекратилась «заинтересованность в завершении строительства собора со стороны местных властей», а средства спонсоров, которые находил губернатор, поступать перестали. В связи с этим строительство на некоторое время приостановилось.
Высказывал идею благоустроить сквер возле собора и набережную Свияги, от которой к храму могла бы вести лестница с террасами и смотровыми площадками. В ноябре 2011 года он рассчитывал, что к 2013 году собор будет в достойном для освящения состоянии. Строительство и отделочные работы были завершены уже после его смерти. Первую Божественную литургию в кафедральном соборе митрополит Симбирский и Новоспасский Феофан (Ашурков) совершил 10 декабря 2014 года, а 21 мая 2015 года Патриарх Московский и всея Руси Кирилл совершил чин великого освящения Спасо-Вознесенского кафедрального собора и Божественную литургию в новоосвящённом храме.

### Общественная деятельность
Был сторонником переименования Ульяновская в Симбирск: «в бытность мою секретарем епархии, я стал инициатором того, что правящего архиерея на службах на всех приходах поминали только как Симбирского, а на антиминсах (самая важная составляющая святого престола в алтаре храма) владыка подписывался исключительно как \Симбирский и Мелекесский\. Негоже писать фамилию самого ярого и оголтелого безбожника в истории России на этой святыне». Лично составил текст прошения о переименовании епархии на имя Святейшего Патриарха и Синода, поданный епископом Проклом, после чего решением Священного Синода от 17 июля 2001 года титул правящего архиерея и название епархии были изменены. Признавал при этом, что «для неверующей публики сей факт значит не столь много»
Занимался миссионерской работой. Читал курсы лекций по библейской истории и катехизации. Преподавал в Ульяновском Государственном университете на кафедре мировой культуры.
Первым среди ульяновских священников создал сайт в интернете. В июне 2003 года стал лауреатом фестиваля-конкурса интернет-проектов в рамках международной образовательной программы «Наследие великой Волги. Мир без границ» за создание веб-сайта «Мир вам!». Был зарегистрирован в социальных сетях. Один первых участников группы «Батюшка онлайн» в социальной сети ВКонтакте, запущенной 11 мая 2011 года, в которой многие известные священники отвечают на вопросы тех, кому требуется помощь священников. В сентября 2011 года отмечал: «В Интернете я уже лет 15 — с тех пор, как появилась возможность его использования, так что для меня это уже „обжитое“ пространство. На „Одноклассниках“ у меня большая группа, в которую входит более трёх с половиной тысячи человек; многие из них — жители зарубежья. В этой сети в основном общение идёт с людьми среднего возраста, а на страничке „ВКонтакте“ — с молодёжью. Как минимум, раз в два дня сажусь за компьютер и в течение полутора — двух часов отвечаю на вопросы как поступить в той или иной ситуации, даю советы, как справиться с личными проблемами. Односложно отвечать, конечно, невозможно — нужно обосновывать свое мнение, приводить подтверждения, цитировать книги». К моменту его смерти в группе насчитываелось почти 14 тысяч человек.

### Восстановления некрополя Покровского монастыря

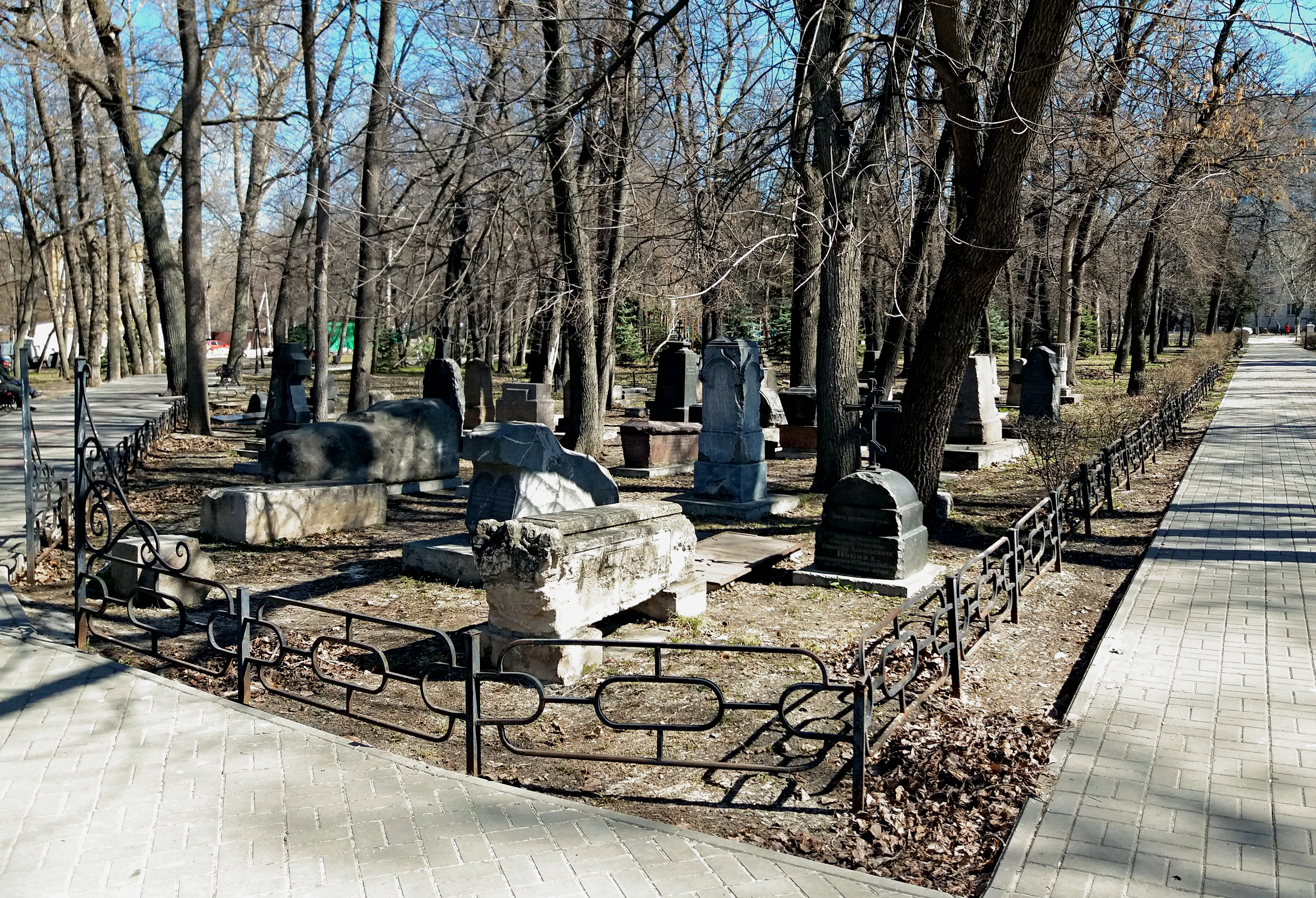
Покровский некрополь общий вид.

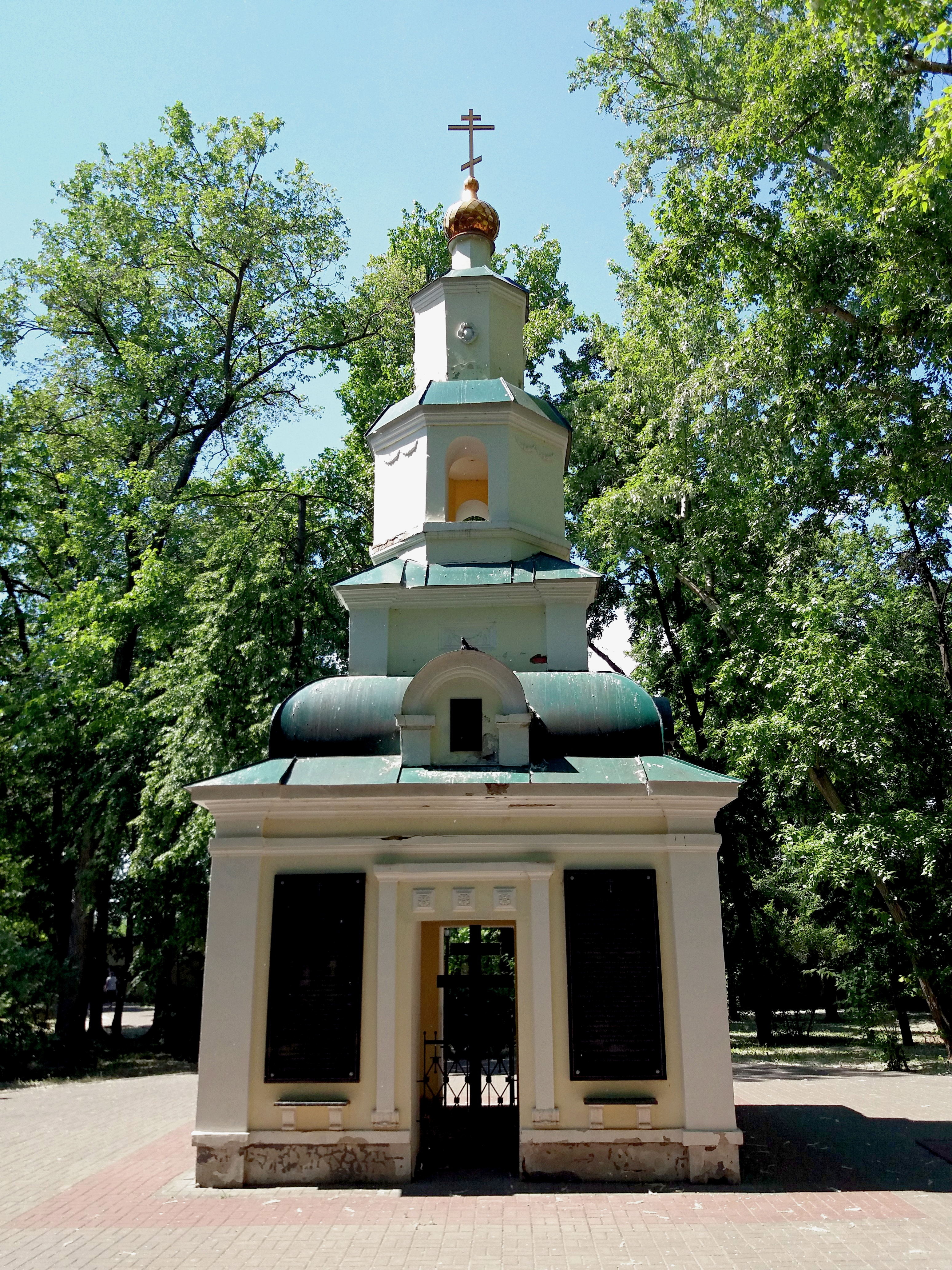
Часовня-памятник.

В 1991 году занялся восстановлением Покровского некрополя Покровского монастыря. Была обнаружена и воссоздана могила местнопочитаемого блаженного старца Андрея, исследован и описан фундамент Благовещенского собора. В 1994 году на средства Спасо-Вознесенского прихода начато строительство часовни-памятника на бывшей территории монастыря в память о всех здесь погребённых симбирянах.
В 1995 году, учитывая разборку и перевозку в Ульяновск деревянного храма из села Знаменское (Карамзинка) и опасность того, что могила старшего брата историографа Государства Российского Н. М. Карамзина — В. М. Карамзина, расположенная в непосредственной близости от храма, в ныне опустевшем селе может окончательно исчезнуть, была организована археологическая экспедиция, в ходе которой был обнаружен и расчищен семейный склеп Карамзиных, разобранный и превращенный в мусорную яму в 1940-х годах. Останки В. М. Карамзина и его дочери О. В. Ниротморцевой были перезахоронены на бывшем Покровском кладбище — в сквере им. И. Н. Ульянова. Над могилой был восстановлен обнаруженный и собранный по частям памятник.
В 1996 году приходом были предприняты пробные раскопки с целью выявления надгробий в указанном сквере. На небольшой глубине были обнаружены и установлены на поверхности земли надгробия Порошиных и Бычковых, Л. А. Поливановой, А. М. Валуевой (урожденной Языковой), Е. Е. и П. И. Юрловых, Е. А. Хлебниковой (урожд. княжны Дадиани). При раскопках особой внимание обращалось на недопустимость вскрытия самих захоронений.
12 июня 2008 года архиепископ Симбирский и Мелекесский Прокл освятил часовню святого Андрея блаженного Симбирского.

### Агиологическая и историческая деятельность
В 1991 году возглавил работы по поиску могилы блаженного Андрея Симбирского, а затем занимался сбором материалом с цель его канонизации. Усилиями отца Алексия было подготовлено прославление блаженного Андрея в лике местночтимых святых, которое вместе с обретением его мощей состоялось в июне 1998 года. Место его погребения достойно увековечено, а мощи перенесены в церковь. В 2000 году выпустил книгу о нём «Града Симбирска чудная похвало и заступление». В 2007 году вышло второе издание, а в 2019 — третье. Не ограничиваясь лишь этим святым, посвятил много лет сбору материала о святых и истории края. Как он отметил в интервью: «В 2000 году состоялся Архиерейский собор, где был прославлен сонм Новомучеников и исповедников российских, пострадавших в годы советской власти. Однако, среди сотен пострадавших в годы воинствующего безбожия церковно- и священнослужителей и мирян не нашлось имён наших земляков. Желая исправить эту несправедливость, я вплотную занялся этим вопросом. Около года я работал в архивах Управления ФСБ по Ульяновской области, где и собрал огромное количество материала о наших земляках, пострадавших в годы гонений, в годы красного террора».
Предоставил информация о 36 кандидатах на канонизацию, но при его жизни были канонизированы лишь пятеро: в августе 2004 года были канонизированы Симбирские святые иерей Александр Гневушев (+1930), иерей Александр Телемаков (+1938) и рясофорная послушница Екатерина (Декалина) (+1938). В октябре того же года Архиерейский собор причислил к лику общецерковных святых блаженного Андрея Симбирского. 11 апреля 2006 года Священный Синод причислил к лику святых в чине Новомучеников и Исповедников от Симбирской епархии протоиерея Иоанна Ильинского (+1918) и иерея Николая Покровского (+1919). 2 июля 2006 года во Всехсвятском храме, настоятелем которого он являлся, он освятил икону протоиерея Иоанна Ильинского и икону священника Николая Покровского. 22 октября 2006 года там же им была освящена икона «Собор Симбирских святых» в составе 12 подвижников.
Итогом его многолетней исследовательской работы стала книга «Церковь в узах. История Симбирской-Ульяновской епархии в советский период (1917—1991 годы)», которая представляла собой фундаментальное исследование церковной истории Симбирской-Ульяновской епархии в советский период с 1917 по 1991 года. В книге собран и обработан архивный материал, а также проведена масштабная исследовательская работа по сбору новых данных по истории епархии, так как епархиальный архив в период красных гонений был полностью уничтожен. По сути, книга представляет собой современный минологий, снабженный фотокопиями из архивов КГБ и фотографиями симбирских новомучеников. По признанию автора: «Когда я перелистал тысячи страниц уголовных дел, тогда судьбы и страдания этих людей стали восприниматься как личная трагедия. <…> Одно дело, когда просто пишешь об абстрактном человеке, и совеем другое, когда ты видишь глаза этого человека, его лицо. Пишешь о нём и как бы переживаешь вместе с ним — отделить от себя излагаемые факты не получается. Начинаешь смотреть на вещи и события его глазами, и он для тебя становиться уже не чужим человеком. Тогда моя личная жизнь, мое служение стали восприниматься совсем иначе, стали оцениваться через призму судеб сотен наших симбирских новомучеников. Именно тогда я решил, что об их духовном подвиге должны узнать как можно больше наших православных верующих». Книга выдвигалась на премию «Большая книга» в номинации «Лучшее издание духовной и историко-религиозной литературы»